# Fuente del Moro (montaña)
Fuente del Moro es una montaña situada en el municipio cántabro de Campoo de Yuso, en un monte cubierto de pinos llamado Hontanillas. En una parte destacada de este cerro hay un vértice geodésico que marca una altitud de 1252,80 m s. n. m. desde la base del pilar. Se puede acceder al mismo desde Monegro, a través de la pista que lleva a la ermita de la Virgen de las Nieves.